# Gibson EDS-1275

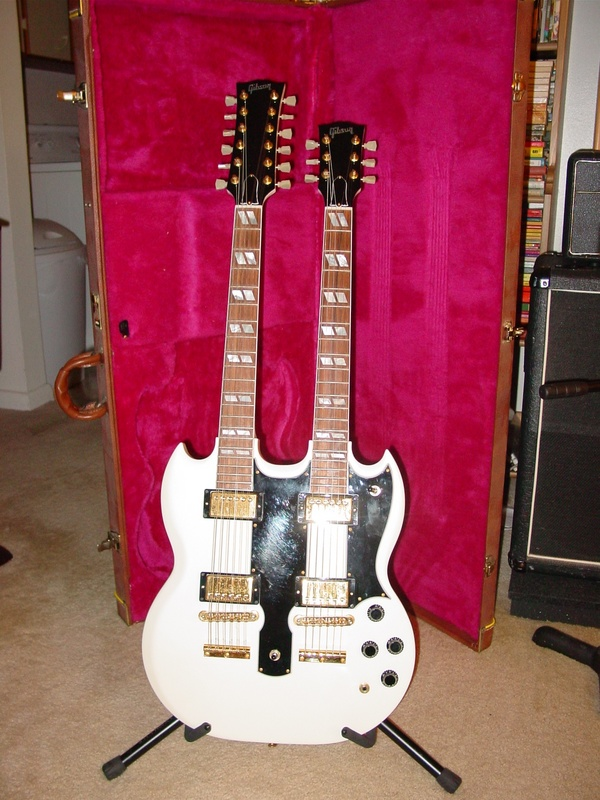
Gibson EDS-1275

La Gibson EDS-1275 o Gibson Double Neck (Gibson de doble mànec) és una guitarra elèctrica de doble mànec fabricada per la 
Gibson.

## Història
El primer model va ser fabricat entre els anys 1958 i 1962, i era bàsicament una versió de doble mànec de la semi-sòlida ES-175. L'any 1963 la companyia Rickenbacker s'havia acreditat la fabricació de la primera guitarra elèctrica de 12 cordes, però fou Gibson, amb aquest model el que va fabricar aquest tipus de guitarra 5 anys abans. Després es canviaria a un disseny sòlid inspirat en la SG, sent aquesta la versió més popular.
Es va deixar de fabricar durant la dècada de 1980, però va tornar en 1990, prenent les característiques que té avui dia. En l'actualitat solament està disponible en la Gibson Custom Shop i no es fabrica amb regularitat.
Epiphone, la companyia subsidiària de Gibson, va fabricar la seva pròpia versió de la EDS-1275, amb el nom de G-1275. La marca Ibanez va fabricar una còpia molt popular, però la seva producció va ser discontinuada.